# Gymnodactylus darwinii
Espèce
Synonymes
- Cubinia darwinii Gray, 1845
- Gymnodactylus girardi Steindachner, 1869
- Gonatodes helgae Amaral, 1950
- Gymnodactylus geckoides darwinii (Gray, 1845)

Gymnodactylus darwinii est une espèce de geckos de la famille des Phyllodactylidae.

## Répartition
Cette espèce est endémique de l'Est du Brésil.

## Étymologie
Cette espèce est nommée en l'honneur de Charles Darwin.

## Publication originale
- Gray, 1845 : Catalogue of the specimens of lizards in the collection of the British Museum, p. 1-289 (texte intégral).